# 愛おしき隣人
『愛おしき隣人』（いとおしきりんじん、Du levande）は、2007年のスウェーデン映画。北欧のとある町を舞台に様々な人間の日常を描いたブラック・コメディ。第60回カンヌ国際映画祭ある視点部門正式出品。

## キャスト
- アンナ - ジェシカ・ルンドベリ
- ミッケ・ラーソン - エリック・ベックマン
- ミア - エリザベート・ヘランダー
- チューバ吹き - ビヨルン・エングルンド

## 主な受賞
- シカゴ国際映画祭：監督賞
- ヨーテボリ映画祭：観客賞
- ゴールデンビートル賞：作品賞、監督賞、脚本賞